# Seracher Dichterkreis

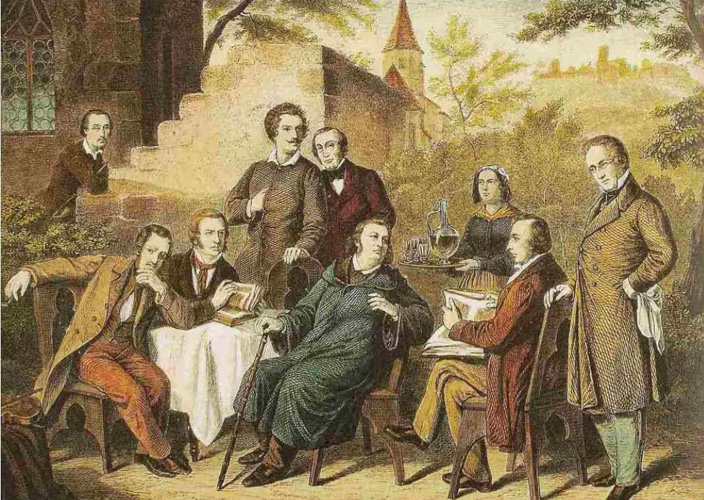
Von links: Theobald Kerner, Nikolaus Lenau, Gustav Schwab, Graf Alexander von Württemberg, Karl Mayer, Justinus Kerner, Friederike Kerner, Ludwig Uhland, Karl August Varnhagen von Ense (im Garten vom Kernerhaus in Weinsberg)

Dem Seracher Dichterkreis gehörten Ludwig Uhland, Nikolaus Lenau, Emma Niendorf, Gustav Schwab, Justinus Kerner, Hermann Kurz, Karl Mayer, Karl August Varnhagen von Ense und Alexander von Württemberg an.
Sie trafen sich ab 1831 regelmäßig bei Esslingen am Neckar auf Schloss Serach, dem Sommersitz des Grafen Alexander von Württemberg.